# Pheidole bessonii
Pheidole bessonii är en myrart som beskrevs av Auguste-Henri Forel 1891. Pheidole bessonii ingår i släktet Pheidole och familjen myror. Inga underarter finns listade i Catalogue of Life.

## Bildgalleri

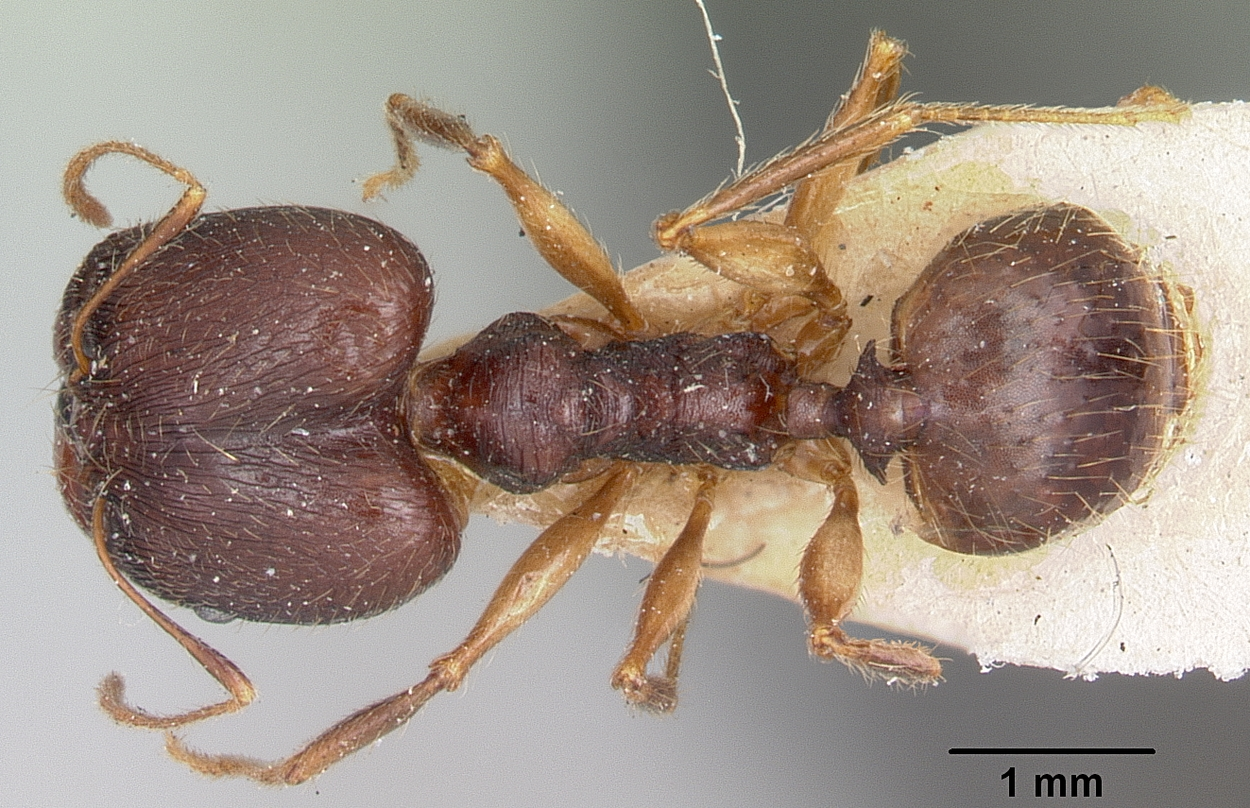
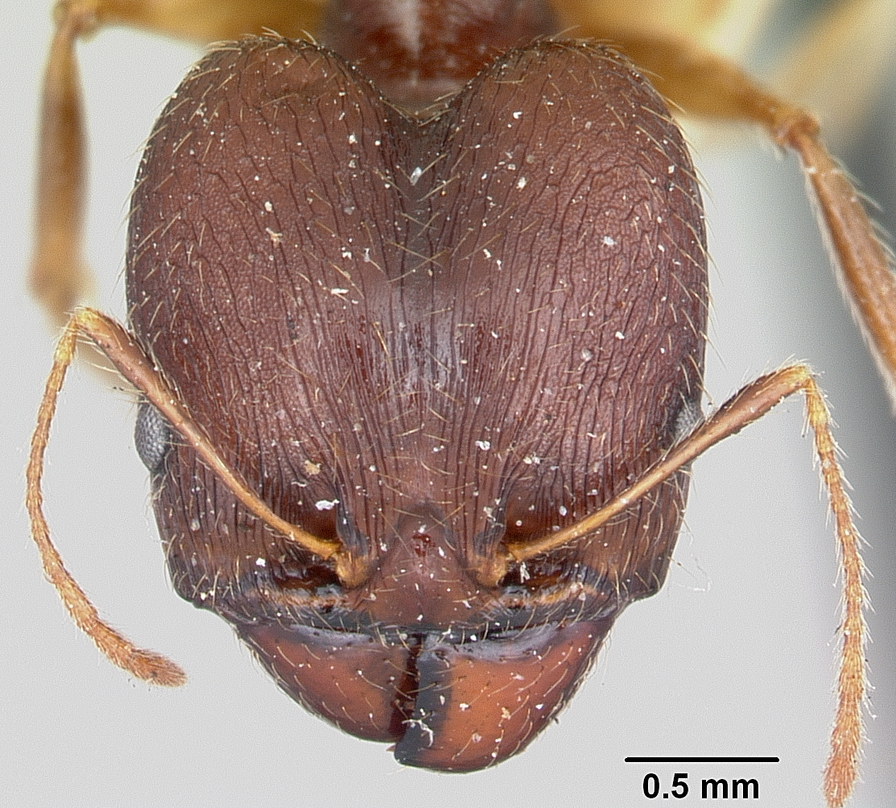
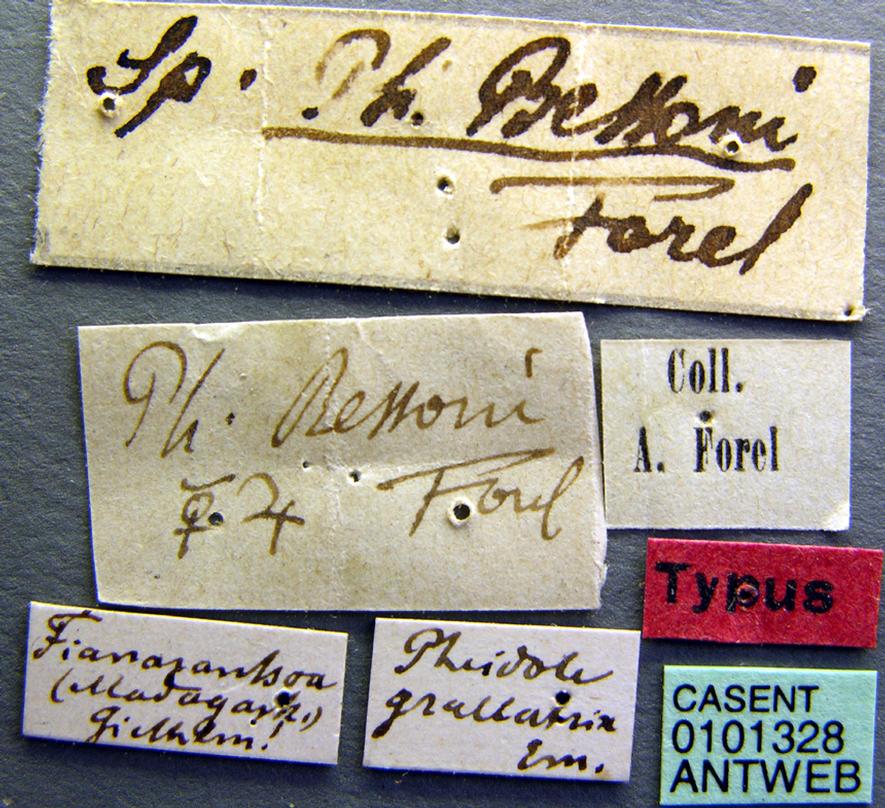
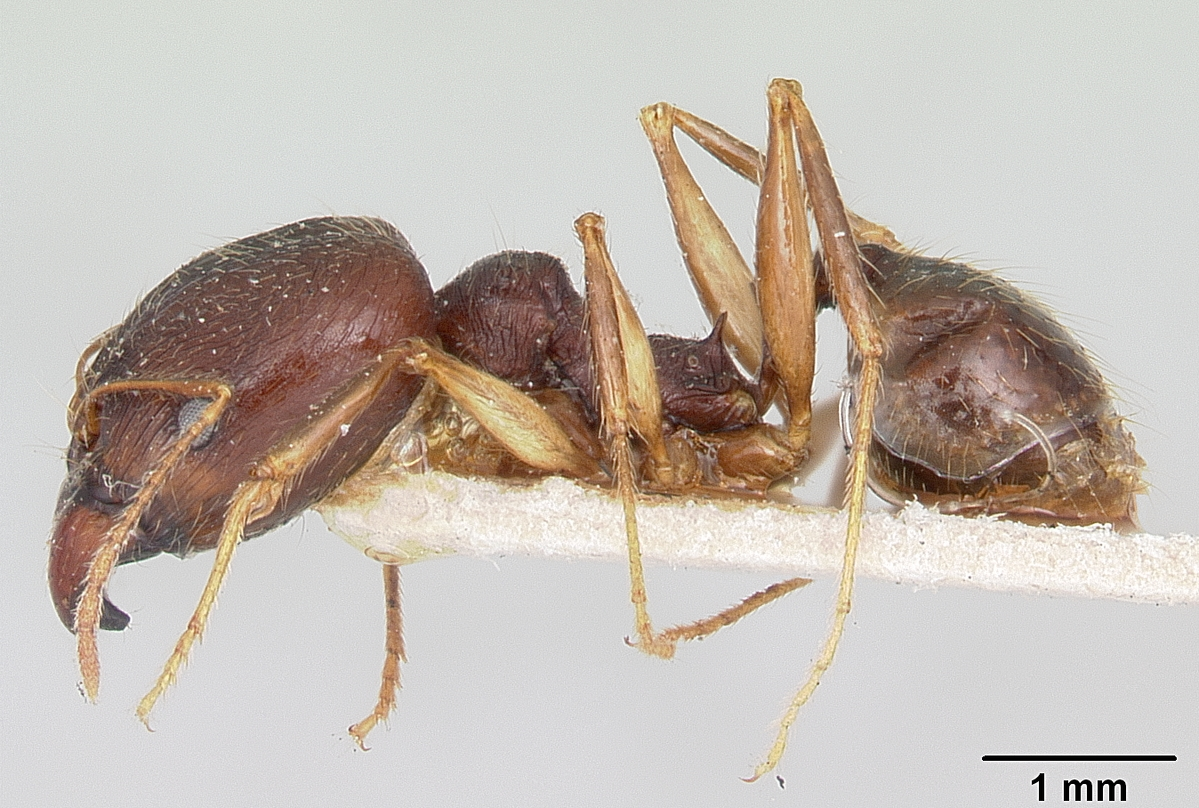
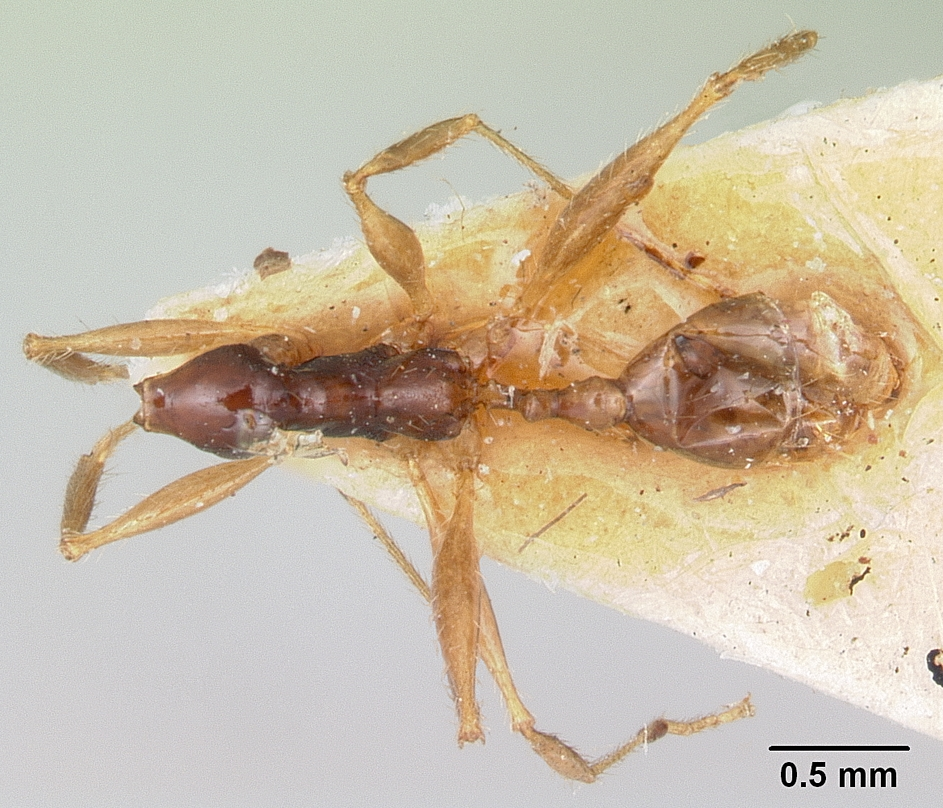
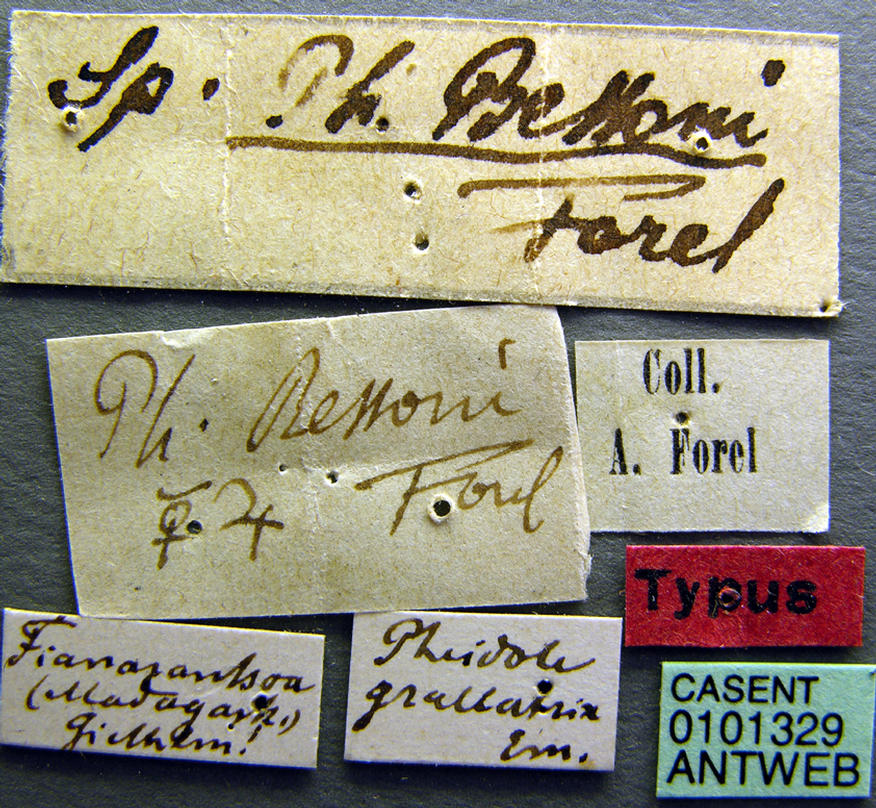